# Lammfärs

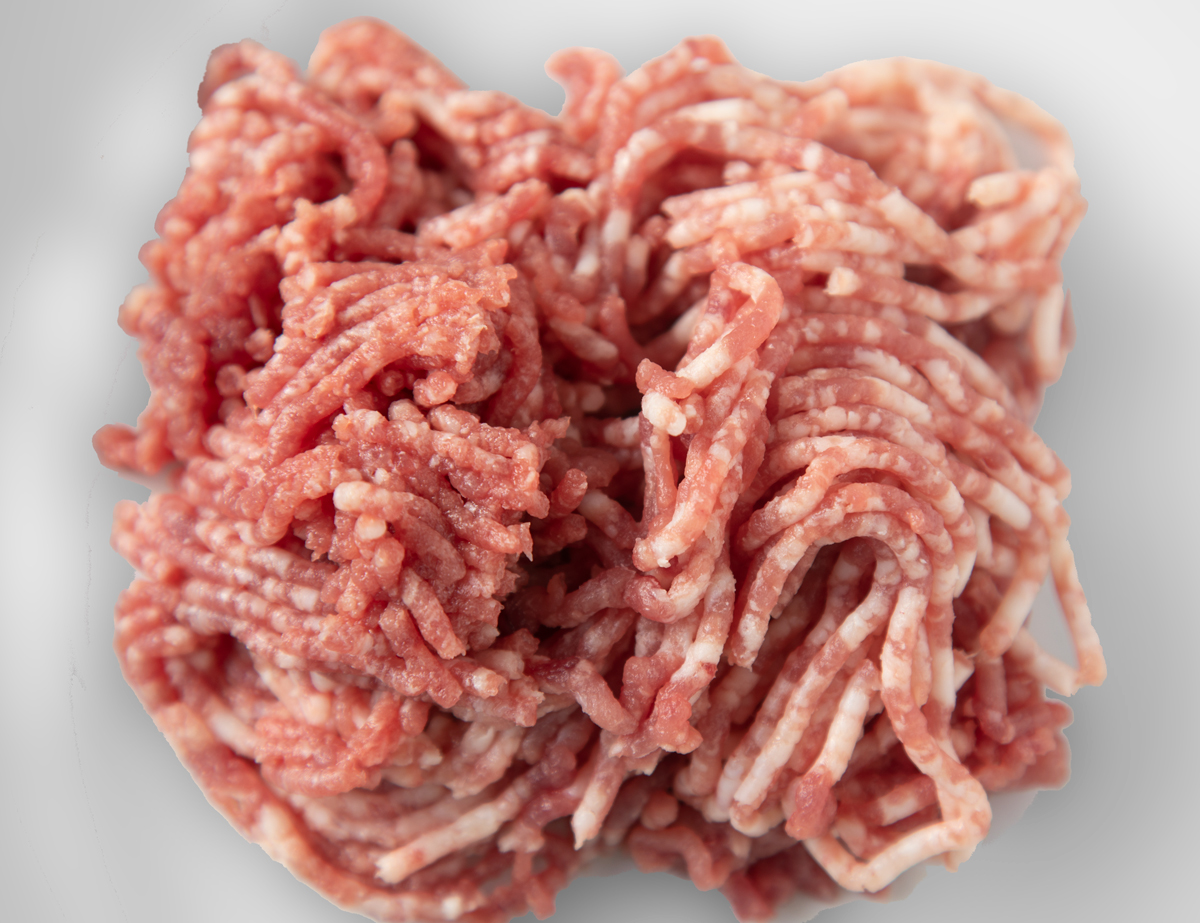
Lammfärs

Lammfärs är en köttfärs som består av nedmalda delar av lammkött. Jämfört med nötfärs är den fetare, saftigare och mer smakrik, med en fetthalt på omkring 15 procent. Den är något magrare än fläskfärs.
Lammfärsen kan användas på samma sätt som annan färs, och kan stekas rosa eller genomstekt. Vissa rätter som grekisk moussaka, gotländsk lammsmäcka och brittisk Shepherd's pie görs av tradition på lammfärs. Lammfärsrätter förekommer ofta i de indiska och grekiska köken, liksom i mellanöstern, på balkan och på de brittiska öarna.
I likhet med annan färs är lammfärs ett känsligt livsmedel som kräver en obruten kylkedja, eftersom finfördelningen ger den en stor kontaktyta.